# Ma Jin
Detta är ett kinesiskt namn; familjenamnet är Ma.
Ma Jin (kinesiska: 马 晋), född den 7 maj 1988 i Changzhou, är en kinesisk badmintonspelare. Vid badmintonturneringen i mixeddubbel under OS 2012 i London deltog hon för Kina tillsammans med Xu Chen och tog silver.